# Лавинь, Шарль
Шарль Лави́нь (фр.  Charles Lavigne , 6 января 1840 года, Марвежоль, Франция — 11 июля 1913 года, Франция) — католический прелат, миссионер, первый епископ Чанганачерри с 13 сентября 1887 года по 11 июня 1896 года и первый епископ Тринкомали с 27 августа 1898 года по 11 июля 1913 года. Член монашеского ордена иезуитов.

## Биография
Родился 6 января 1840 года в коммуне Маржеволь во Франции. В 1864 году был рукоположен в сан священника. Первоначально был епархиальным священником. 27 декабря 1866 года в возрасте 26 лет вступил в монашеский орден иезуитов. В течение четырёх лет служил в Италии личным секретарём генерала иезуитов Петера Яна Бекса.
В 1887 году церковные структуры Сиро-малабарской католической церкви вышли из подчинения латинской иерархии и Святой Престол учредил первые церковные структуры этой церкви. Были учреждены апостольский викариат Тричура (сегодня — Архиепархия Тричура) и апостольский викариат Чанганачерри (сегодня — Архиепархия Чанганачерри). 13 сентября 1887 года Римский папа Лев XIII назначил Шарля Лаваня первым апостольским викарием Чанганачерри и титулярным епископом Милевума. 13 ноября 1887 года в Бельгии состоялось его рукоположение в епископа, которое совершил епископ Манда Жюльен Косте в сослужении с епископом Родеза Жозе-Христианом-Эрнестом Бурре и епископом Сен-Флура Франсуа-Антуаном-Мари Бадуэлем. 10 мая 1888 года состоялось введение в должность.
14 декабря 1888 года основал в Чанганачерри женский монастырь сиро-малабарских клариссок, который существует до настоящего времени. Одна из монахинь этого монастыря Альфонса Муттатхупадатху была объявлена святой.
Первоначально проживал в кармелитском монастыре в городе Маннанам. Потом в 1890 году построил свою резиденцию в городе Чанганачерри, которая стала столицей будущей архиепархии.
15 сентября 1895 года отправился в Рим, после чего не вернулся в Индию из-за волнений в среде сиро-малабарских христиан, которые требовали назначить собственных иерархов. 11 июня 1896 года подал в отставку с должности апостольского викария Чанганачерри. Его преемником стал его бывший генеральный викарий этнической общины кнанайя и выходец из сиро-малабарских христиан Мэтью Макил (1851—1914).
8 мая 1897 года Римский папа Лев XIII назначил его вспомогательным епископом апостольского викариата Мадагаскара (сегодня — Архиепархия Антананариву) и через год — 27 августа 1898 года епископом Тринкомали на Цейлоне. Был на этой должности в течение 15 лет.
В начале 1913 года отправился во Францию, где скончался 11 июля 1913 года.